# Stirling Moss
Stirling Moss (Londen, 17 september 1929 – aldaar, 12 april 2020) was een autocoureur uit het Verenigd Koninkrijk. Zijn actieve racecarrière duurde van 1948 tot 1962. Alhoewel Moss meedeed in verschillende klassen, heeft hij zijn grootste successen gevierd in de Formule 1. Tussen 1955 en 1958 eindigde Moss viermaal op rij op de tweede plaats in het wereldkampioenschap. Moss wordt daarom ook wel de beste autocoureur genoemd die nooit wereldkampioen werd in de Formule 1.
Moss begon zijn carrière in de Formule 500 (een voorloper van de Formule 3). In 1950 won hij de RAC Tourist Trophy in een Jaguar XK120. Hij won in 1955 de Mille Miglia met een Mercedes-Benz 300 SLR Spider. Het zou tot 1955 duren eer Moss zijn eerste Formule 1 winst op zijn naam kon schrijven. Hij won de Britse Grand Prix die dat jaar op Aintree werd verreden in een Mercedes-Benz W196 Monoposto. Twee jaar later werd ook weer de thuis-Grand Prix gewonnen. Ditmaal in een Britse auto: de Vanwall van ontwerper Tony Vandervell. Moss had een voorliefde voor Britse racewagens.
Op 23 april 1962 kreeg Moss een ongeluk in een Lotus tijdens de Glover Trophy op het Goodwood Circuit. Hij was een maand in een coma en de linkerkant van zijn lichaam was gedeeltelijk verlamd gedurende een half jaar. Het volgende jaar besloot hij te stoppen met racen.

## Bekendheid
Britse motoragenten hadden vroeger de gewoonte om aan zojuist gesnapte snelheidsovertreders de volgende vraag te stellen: "Wie denk je wel dat je bent? Stirling Moss?" Volgens Moss werd hij zelf ook een keer aangehouden door een agent en had hij behoorlijk wat moeite om uit te leggen dat hij dat inderdaad was.

## Vernoemingen
In 2009 heeft Mercedes een exclusieve sportwagen naar hem vernoemd, de Mercedes-Benz SLR McLaren Stirling Moss.
Er werden 75 exemplaren van verkocht. Het prijskaartje bedroeg 1,01 miljoen dollar, inclusief BPM, in Nederland. De SLR McLaren Stirling Moss kon alleen gekocht worden door bezitters van een 'gewone' SLR McLaren.

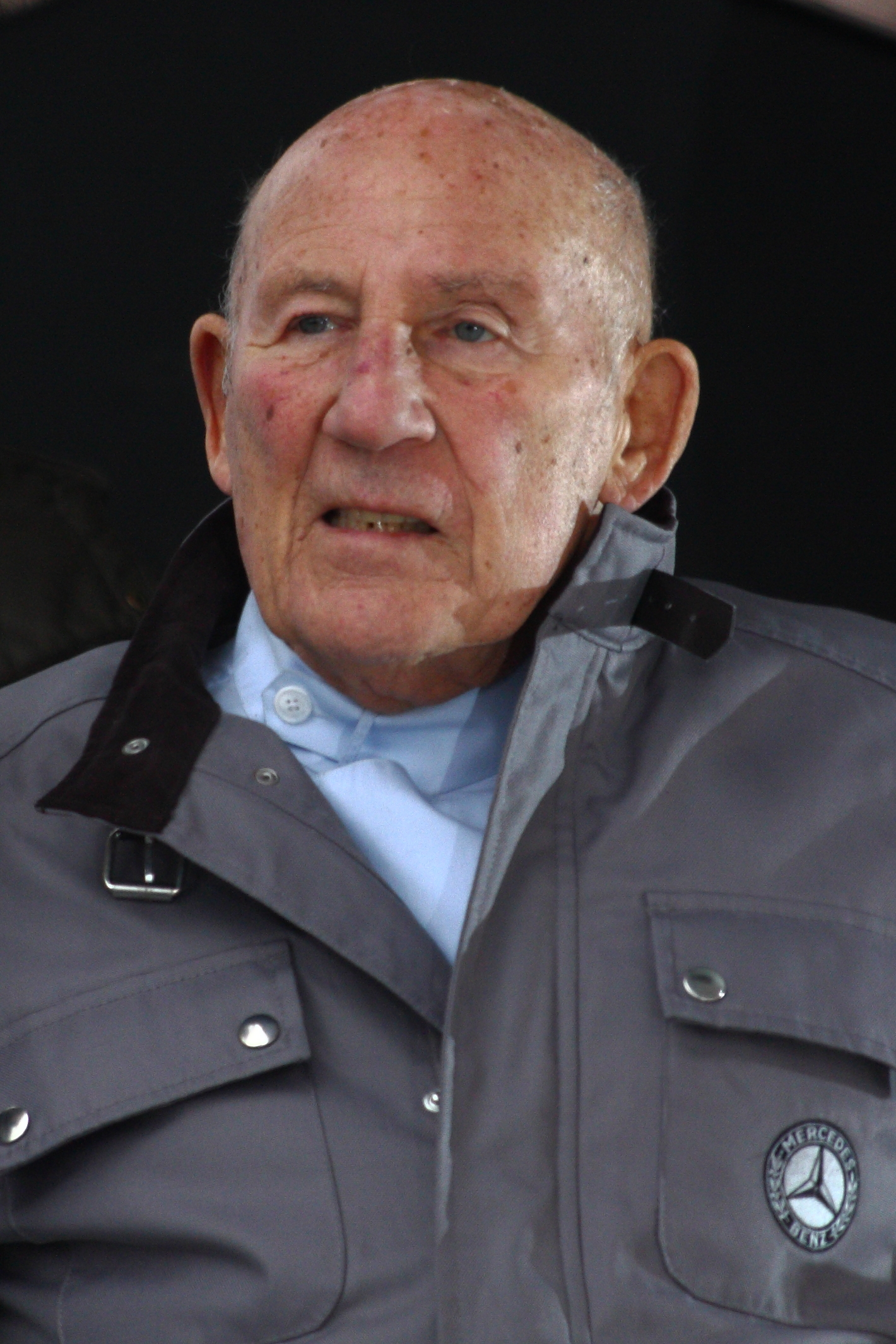
Moss in 2014
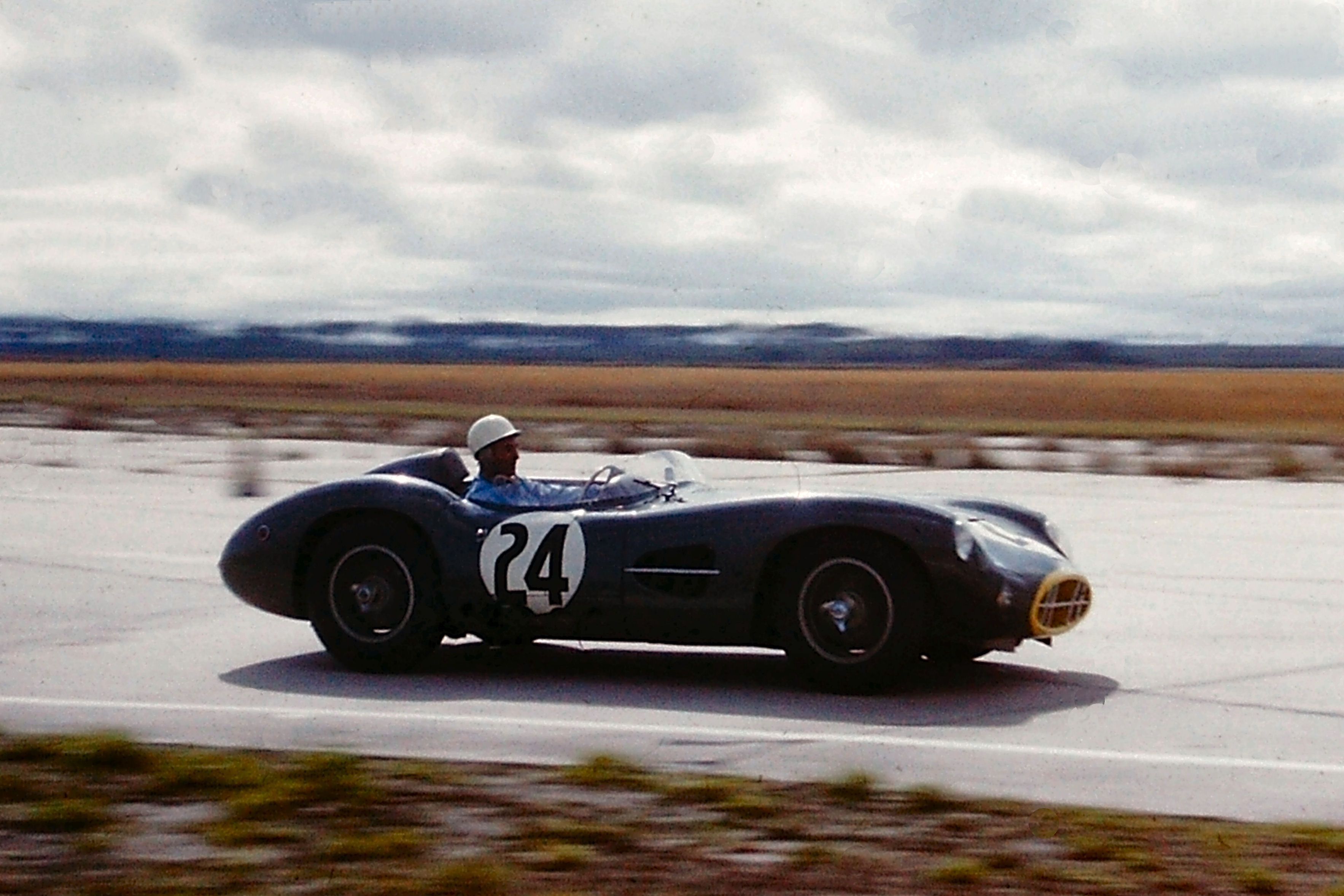
Moss in een Aston Martin DBR1 tijdens de 12 uren van Sebring, 1958
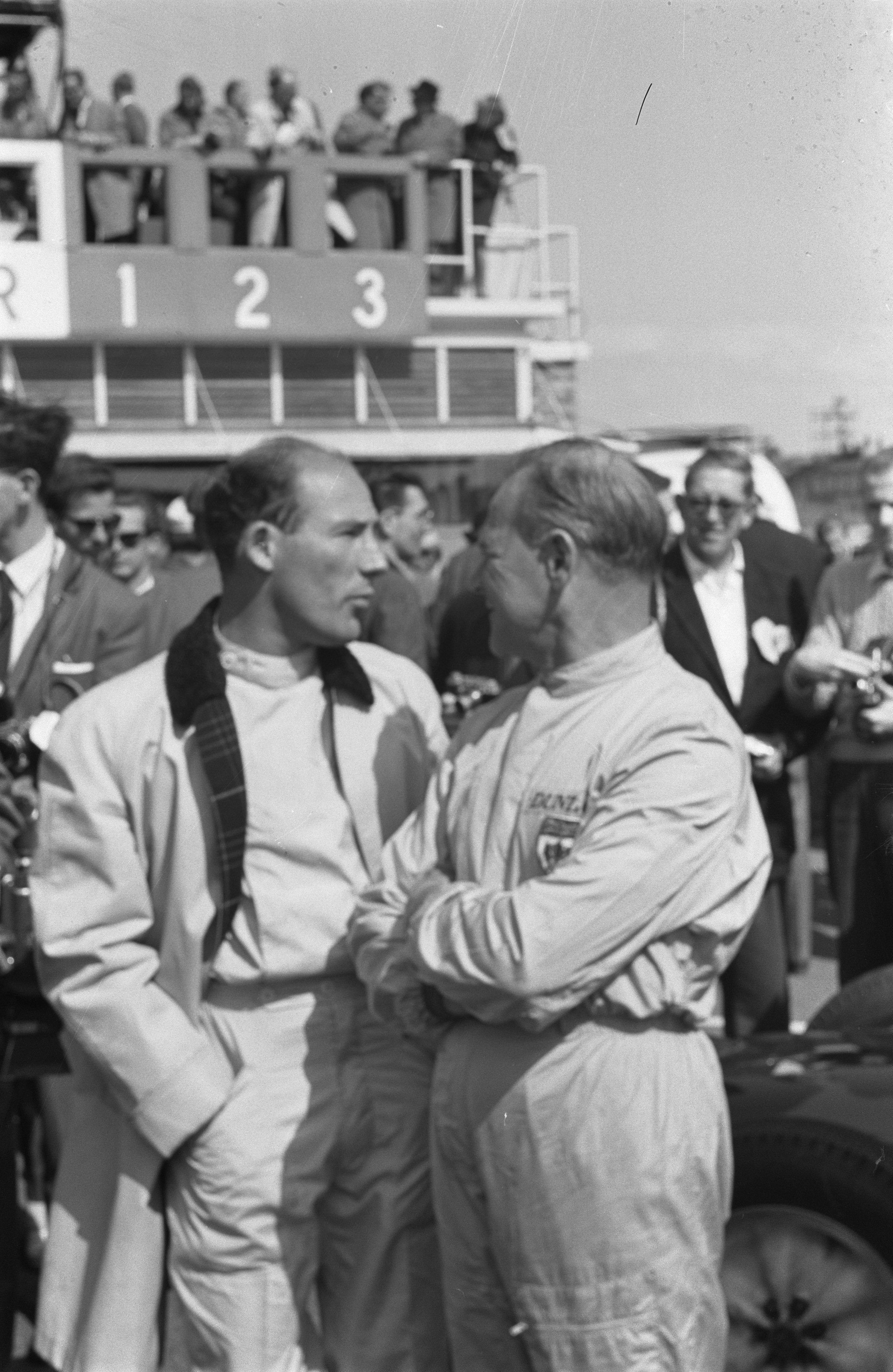
Moss (links) met  Innes Ireland bij de  Grand Prix Formule 1 van Nederland 1961
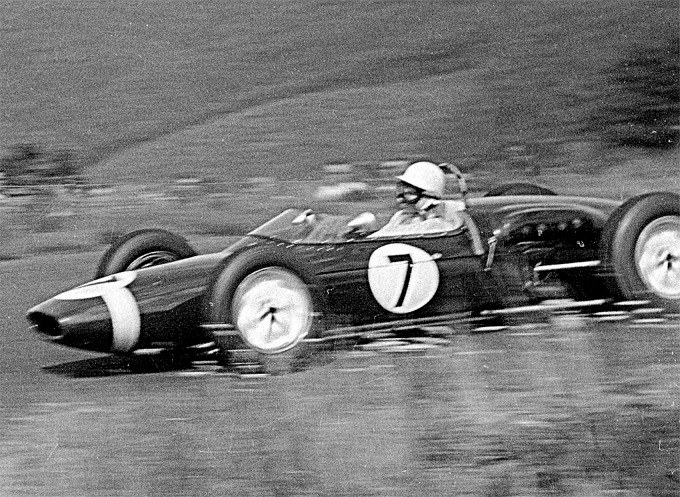
Moss op de Nürburgring 1961

## Formule 1 resultaten
| Seizoen | Team                                                       | Chassis                  | Races | Over- winningen | Pole Positions | Podiums | Punten  | Rang |
| ------- | ---------------------------------------------------------- | ------------------------ | ----- | --------------- | -------------- | ------- | ------- | ---- |
| 1951    | HW Motors                                                  | HWM 51                   | 1     | 0               | 0              | 0       | 0       | -    |
| 1952    | HW Motors English Racing Automobiles Connaught Engineering | HWM 52 ERA G Connaught A | 5     | 0               | 0              | 0       | 0       | -    |
| 1953    | Connaught Engineering Cooper Car Company                   | Connaught A T24          | 4     | 0               | 0              | 0       | 0       | -    |
| 1954    | Equipe Moss AE Moss Maserati                               | Maserati 250F            | 6     | 0               | 0              | 1       | 4 17    | 13   |
| 1955    | Mercedes                                                   | W196                     | 6     | 1               | 1              | 3       | 23      | 2    |
| 1956    | Maserati                                                   | Maserati 250F            | 7     | 2               | 1              | 4       | 27 (28) | 2    |
| 1957    | Maserati Vanwall                                           | Maserati 250F VW5        | 6     | 3               | 2              | 3       | 25      | 2    |
| 1958    | RRC Walker Racing team Vanwall                             | Cooper T43 VW5           | 10    | 4               | 3              | 5       | 41      | 2    |
| 1959    | RRC Walker Racing team British Racing Partnership          | Cooper T51 BRM P25       | 8     | 2               | 4              | 3       | 25 12   | 3    |
| 1960    | RRC Walker Racing team                                     | Cooper T51 Lotus 18      | 5     | 2               | 4              | 3       | 19      | 3    |
| 1961    | RRC Walker Racing team                                     | Lotus18 Lotus21          | 8     | 2               | 1              | 2       | 21      | 3    |

### Overwinningen
| Nr. | Grand Prix                         | Jaar | Team                   |
| --- | ---------------------------------- | ---- | ---------------------- |
| 1   | Grand Prix van Groot-Brittannië    | 1955 | Mercedes               |
| 2   | Grand Prix van Monaco              | 1956 | Maserati               |
| 3   | Grand Prix van Italië              | 1956 | Maserati               |
| 4   | Grand Prix van Groot-Brittannië    | 1957 | Vanwall                |
| 5   | Grand Prix van Pescara             | 1957 | Vanwall                |
| 6   | Grand Prix van Italië              | 1957 | Vanwall                |
| 7   | Grand Prix van Argentinië          | 1958 | RRC Walker Racing team |
| 8   | Grand Prix van Nederland           | 1958 | Vanwall                |
| 9   | Grand Prix van Portugal            | 1958 | Vanwall                |
| 10  | Grand Prix van Marokko             | 1958 | Vanwall                |
| 11  | Grand Prix van Portugal            | 1959 | RRC Walker Racing team |
| 12  | Grand Prix van Italië              | 1959 | RRC Walker Racing team |
| 13  | Grand Prix van Monaco              | 1960 | RRC Walker Racing team |
| 14  | Grand Prix van de Verenigde Staten | 1960 | RRC Walker Racing team |
| 15  | Grand Prix van Monaco              | 1961 | RRC Walker Racing team |
| 16  | Grand Prix van Duitsland           | 1961 | RRC Walker Racing team |